# 1552
سنة 1552 م كانت سنة كبيسة تبدأ يوم الجمعة (الرابط يظهر نموذج التقويم الكامل للسنة) من التقويم اليولياني.

## الأحداث
- تأسيس مدينة باركيسيميتو وتقع حاليا في فنزويلا.
- نهاية الحروب العثمانية الهابسبورغية في المجر في 1552 والتي بدأت في 1530.

## مواليد
- آنا من كليفز (كونتيسة نيوبورغ)
- إدوارد كوك
- ابن القاضي المكناسي كاتب مغربي
- السيدة سايجو
- بولس الخامس
- رودولف الثاني
- ريتشارد هاكلوت كاتب إنكليزي
- سونجو ملك جوسون
- لافينيا فونتانا رسام إيطالي
- ماتيو ريتشي

## وفيات
- الغورو أنجاد
- خاير بك
- فرنسيس كسفاريوس